# Michka Yapontchik
Michka Yapontchik (en russe : Ми́шка Япо́нчик), né le 30 octobre 1891 à Odessa, en Ukraine et décédé le 4 août 1919 à Voznessensk en République socialiste soviétique d'Ukraine, était un gangster vivant à Odessa, un révolutionnaire Juif, ainsi qu'un leader militaire soviétique.

## Ses premières années
Né Moïse-Jacob Volfovitch Vinnitski (en russe : Мойше-Яков Вольфович Ви́нницкий) dans une famille juive habitant non loin de Pervomaïsk, il avait 4 ans lorsque sa famille déménagea à Odessa.

## Anecdotes
Yapontchik est un surnom qui signifie en russe « petit Japonais ». Il s'est attribué ce nom à la suite d'une rencontre qu'il a eu dans un bar d'Odessa. C'était en fait un marin portugais qui racontait une histoire à propos d'un gang japonais opérant à Nagasaki (au Japon). Cette histoire narrant la vie de ce gang était centrée sur le fait que ses membres s'étaient fixés des règles et qu'ils y étaient fidèles jusqu'à la mort.
Un autre gangster du nom de Viatcheslav Ivankov qui a opéré en Union soviétique et aux États-Unis au sein de la mafia russe était surnommé Yapontchik du fait des traits asiatiques de son visage.
Michka Yapontchik a très fortement inspiré Isaac Babel pour certaines des nouvelles de son livre Contes d'Odessa. Plus précisément dans la nouvelle Le Roi, le personnage du nom de Bénia Krik en est son portrait craché - Babel revient même sur les attaques d'un commissariat d'Odessa perpétrées par Yapontchik lui-même.

## Sources et références
- The thief in legends
- « The king of Moldavanka »(Archive.org • Wikiwix • Archive.is • Google • Que faire ?) (consulté le 14 avril 2013)
- Recollections of Mikhail Vinnitskiy
- Biography of Mishka Yaponchik at Odesskiy.com
- (en) ., « Mishka Yaponchik », Летопись Причерноморья №1
- Utyosov sings about Mishka the Sailor (ru) (You are the Sailor, Mishka, the Sailor does not weep.)
- Война в цилиндрах